# 박민규 (배우)
박민규(본명 : 박정수, 1974년 4월 26일 ~ )는 대한민국의 배우이다.

## 출연작

### 영화
- 《강남 1970》 (2015년) - 철승 역
- 《스톤》 (2014년) - 광팔 역
- 《하울링》 (2012년) - 투견 사회자 역
- 《전우치》 (2009년) - 흰잠바 역
- 《라듸오 데이즈》 (2008년) - 화가 역
- 《스카우트》 (2007년) - 택시기사 1 역
- 《연애, 그 참을 수 없는 가벼움》 (2006년) - 철이 역
- 《예의없는 것들》 (2006년) - 짝부랄 역
- 《비열한 거리》 (2006년) - 홍만 역
- 《로망스》 (2006년) - 영철 역

### 드라마 & 시트콤
- 《별순검 시즌3》 (2010년, MBC 드라마넷)

## 수상
- 2004년 제16회 거창국제연극제 남자연기상